# Er zijn geen Indianen meer
Er zijn geen Indianen meer is een hoorspel van Anton Quintana. De VARA zond het uit op woensdag 6 november 1974, van 16:03 uur tot 17:05 uur. De regisseur was Ad Löbler.

## Rolbezetting
- Huib Orizand
- Hans Karsenbarg
- Frans Somers
- Fé Sciarone
- Gerrie Mantel
- Donald de Marcas

## Inhoud
Dit is een stemmenspel over de moorddadige instelling van de blanken in Amerika. Van Zuid-Amerika tot in Alaska zijn de autochtonen stelselmatig verdrukt, uit hun natuurlijk evenwicht gehaald en zó ten achter gesteld dat er nauwelijks meer iets over is van de levenswijze van de Indianen, een levenswijze die volkomen harmonieerde met de natuurlijke omgeving. Het spel behandelt het probleem vanuit de historie (Columbus, Cortez) tot in het heden (Wounded Knee). Er treden geen duidelijke karakters naar voren, de stemmen kunnen zowel uit het Indiaanse of uit het blanke perspectief komen. Eenheid van tijd, plaats en handeling is er niet, alsof de lucht van vroeger tot nu vol zit met stemmen. De blanken blijken nog niets te hebben bijgeleerd…